# Atentado de Omagh
El atentado de Omagh se produjo el 15 de agosto de 1998, cuando un coche bomba explotó en el centro de la ciudad de Omagh, capital del condado de Tyrone (Irlanda del Norte). El atentado fue reivindicado por el IRA Auténtico (RIRA), una escisión del IRA Provisional opuesta al proceso de paz iniciado en el Acuerdo de Viernes Santo. Murieron 29 personas y cerca de 220 resultaron heridas.
Este atentado fue en su día reivindicado por Ejército Republicano Irlandés Auténtico, actualmente está integrado en Nuevo IRA o también llamado el IRA 2012.
La cifra de víctimas coloca el atentado como el más brutal de la historia del conflicto de Irlanda del Norte, con el agravante de que se produjo durante el alto el fuego del IRA Provisional y meses después de la firma del Acuerdo de Viernes Santo. El impacto del atentado en la sociedad irlandesa fue tal que el IRA Auténtico se vio obligado a presentar un alto el fuego.

## El atentado de Omagh
Poco después de su formación, el 15 de agosto de 1998 el RIRA dejó un coche bomba cargado con 500 libras (225 kg aproximadamente) de explosivos caseros en el centro de Omagh, en el condado de Tyrone. Los terroristas no pudieron encontrar una plaza de aparcamiento cerca del objetivo (un juzgado) y dejaron el coche a 400 metros de distancia. Como resultado, se emitieron tres advertencias telefónicas inexactas, por lo que la Real Policía del Ulster creyó que la bomba se encontraba en realidad fuera del juzgado. Se intentó establecer un cordón de seguridad para mantener a los civiles fuera del área, con lo cual se empujó involuntariamente a las personas más cerca de la verdadera ubicación de la bomba. Poco después, la bomba explotó matando a 29 personas (incluyendo a varios niños y a una mujer embarazada) e hiriendo a otras 220, en lo que se convirtió en el primer y más mortífero ataque del Conflicto de Irlanda del Norte.
El atentado, cuyo objetivo —según el RIRA— era provocar daños al comercio de la zona, provocó una gran conmoción tanto en Irlanda y Gran Bretaña como en el resto del mundo. Muchos de los miembros del RIRA abandonaron la organización, y la Garda Síochána y el Royal Ulster Constabulary (RUC) colaboraron de una manera sin precedentes para disolver la organización. Asimismo, los gobiernos irlandés y británico aprobaron una nueva legislación antiterrorista en un intento por destruir a la organización. El RIRA también se vio presionado por el IRA Provisional, cuando los miembros de esta última organización visitaron los hogares de 60 personas relacionadas con el RIRA y les ordenó la disolución del grupo y dejar de interferir con el abandono de las armas del IRA Provisional.
En realidad, el atentado había sido un error por parte de los miembros encargados de las maniobras, pues los militantes fracasaron en el intento de poner el coche bomba en el sitio deseado alrededor del juzgado. Por ello, en la llamada telefónica de advertencia se dijo que la bomba se encontraba en otro lado.

### Secuelas de Omagh
Las bajas ocasionadas por el atentado fueron lo bastante espantosas como para provocar la toma de medidas enérgicas contra el RIRA: como resultado del atentado, fueron detenidas doce personas, si bien ninguna de ellas fue condenada por el crimen. El 25 de febrero de 1999, otras siete personas fueron detenidas en conexión con el atentado. Hasta la actualidad, Colm Murphy, uno de estos siete detenidos y el dueño de un pub en Dundalk en el condado de Louth, es el único militante condenado por el atentado de Omagh.
Aunque Colm Murphy había sido condenado por conspirar para llevar a cabo el atentado de Omagh, su sentencia fue posteriormente anulada en la apelación, por la cual Murphy consiguió probar que se había violado el principio de presunción de inocencia.
Si la fiscalía falló en la acusación penal contra los perpetradores del atentado de Omagh, los familiares de las víctimas actuaron con vigor al momento de demandar compensaciones económicas por el atentado. Así, Seamus McKenna, Michael McKevitt, Liam Campbell, Colm Murphy, Seamus Daly y el RIRA en general fueron acusados en un juicio civil por los familiares de las víctimas. El 7 de abril de 2008 comenzó este juicio.
Pero no solo las autoridades reaccionaron frente al atentado, sino también el IRA Provisional, cuyos militantes realizaron visitas a las personas asociadas con el RIRA para avisarles que debían detener sus actividades.
Con la organización bajo una intensa presión, que incluyó que McKevitt y Sands-McKevitt se vieron obligados a abandonar su hogar después de que los medios de comunicación mencionaran a McKewitt en relación con el atentado, el RIRA llamó a un alto el fuego el 8 de septiembre.

## Cronología
- 14:00. Un Vauxhall Cavalier C es aparcado en frente de una tienda de ropa de la Market Street. El coche había sido robado en Carrickmacross y su matrícula irlandesa cambiada por una de Irlanda del Norte. El conductor y otro ocupante escaparon por la Campsie Road.

- 14:30. Se recibe el primer aviso en la Ulster Television. A este aviso seguirían otros dos en cinco minutos (uno en una organización caritativa y otro de nuevo en la televisión norirlandesa).

- 15:10. La bomba detona.

Según estos avisos, la bomba iba a detonar aproximadamente a 180 metros (200 yardas) del Palacio de Justicia, aunque en realidad estalló a 275-350 metros, lo que significó que algunas personas fueron evacuadas en dirección a la bomba.

## Víctimas mortales
| Nombre                  | Edad     | Detalles |
| ----------------------- | -------- | --- |
| Rocío Abad Ramos        | 23 años  | Estudiante española de intercambio. Era la guía de un grupo de niños, cuatro de los cuales (James Barker, Fernando Blasco Baselga, Oran Doherty y Sean McLaughlin) murieron. La bomba estalló a su espalda, cuando intentaba proteger a los niños. |
| James Barker            | 12 años  | Herido muy grave. Murió en el hospital. Fue enterrado junto con sus amigos Oran Doherty y Sean McLaughlin. |
| Fernando Blasco Baselga | 12 años  | Estudiante español de intercambio. Su padre fue herido en un atentado de ETA. Su hermana, de 13 años, lo acompañaba y tuvo que someterse a varias operaciones para sanar de sus heridas.                                                           |
| Geraldine Breslin       | 43 años  | Dependiente de una tienda de ropa. Murió durante su descanso, junto con su amiga Ann McCombe. |
| Deborah-Anne Cartwright | 20 años  | Trabajadora en un salón de belleza. Su admisión en la Universidad de Mánchester para un curso de Diseño Textil llegó el día de su funeral. |
| Gareth Conway           | 18 años  | Acudió a Omagh para hacer unas compras. Su hermana trabajaba en el hospital donde se llevó el cuerpo. A su entierro acudieron miembros del Sinn Féin y del Partido Unionista del Ulster.                                                           |
| Breda Devine            | 20 meses | Su madre, con un 60% del cuerpo con quemaduras, permaneció inconsciente durante 6 semanas. |
| Oran Diggin             | 8 años   | Murió durante una excursión a Omagh, junto con sus amigos Sean McLaughlin y James Barker. La excursión se efectuó desde el condado de kerry, falta añadir que su abuelo años atrás fue uno de los afiliados más importantes del IRA.               |
| Aidan Gallagher         | 21 años  | Acudió a Omagh para hacer unas compras. Su amigo sufrió quemaduras graves. Su tío fue asesinado en un atentado del IRA. |
| Esther Gibson           | 36 años  | Trabajadora de una fábrica textil de la ciudad. Su cuerpo fue reconocido por su prometido. |
| Mary Grimes             | 66 años  | Muerta tras salir de una tienda de ropa, junto con su hija Avril Monaghan y su nieta Maura Monaghan. |
| Olive Hawkes            | 60 años  | Miembro de la Iglesia Metodista y apreciada tanto por católicos como por protestantes. Murió durante sus compras diarias. |
| Julia Hughes            | 21 años  | Trabajaba durante el verano en un laboratorio fotográfico. Los confusos avisos hicieron que fuera evacuada en dirección a la bomba. |
| Brenda Logue            | 17 años  | Murió tras salir de su tienda al ver a la gente correr. Su familia, que permaneció en el interior, sobrevivió. |
| Jolene Marlow           | 17 años  | Estaba comiendo en un café junto con su hermano y su abuela. Fue evacuada en dirección a la bomba. |
| Ann McCombe             | 48 años  | Trabajaba junto a Geraldine Breslin. Ambas murieron durante su descanso en la tienda de ropa. |
| Brian McCrory           | 54 años  | Estaba junto al coche-bomba en el momento de la explosión. Su cuerpo fue identificado por las huellas dactilares. Su hijo colaboró en el hospital donde el su cuerpo fue depositado.                                                               |
| Samantha McFarland      | 17 años  | Trabajaba como voluntaria en una tienda de Oxfam. Murió junto con otra voluntaria, Lorraine Wilson. Otro de los trabajadores de la tienda perdió a su hermano y su sobrino (Fred White y Bryan White)                                              |
| Sean McGrath            | 61 años  | Acudió a la calle de la explosión a cortarse el pelo. Conocido hombre de negocios de la ciudad, fue gravemente herido por la metralla. Murió el 5 de septiembre.                                                                                   |
| Sean McLaughlin         | 12 años  | Estaba de excursión, junto con otros niños españoles y sus amigos Oran Doherty y James Barker. |
| Avril Monaghan          | 30 años  | Embarazada de gemelos, estaba en la ciudad junto con su hija Maura Monaghan y su madre Mary Grimes, que también murieron en el atentado. Tenía tres hijos más, todos ellos menores de 7 años.                                                      |
| Maura Monaghan          | 18 meses | La víctima más joven. Murió junto con su abuela y su madre. |
| Alan Radford            | 16 años  | Murió mientras estaba de compras con su madre, que resultó herida. Su padre había sobrevivido a un atentado del IRA. |
| Elizabeth Rush          | 57 años  | Murió mientras atendía a unos clientes en su café, situado en la primera planta de un edificio que estaba justo en frente del coche bomba. |
| Veda Short              | 56 años  | Trabajó durante más de 20 años en una tienda de ropa. Murió durante su descanso, al igual que Geraldine Breslin y Ann McCombe |
| Philomena Skelton       | 39 años  | Estaba comprando los uniformes del colegio de sus hijos cuando la bomba estalló y derrumbó el edificio donde estaba. Su marido, que estaba en la tienda de al lado, fue levemente herido.                                                          |
| Bryan White             | 27 años  | Murió junto con su padre, Frederick White. Miembro activo de la comunidad, era miembro de la Orden de Orange y de la Asociación Unionista de Omagh                                                                                                 |
| Frederick White         | 60 años  | Murió junto con su hijo. Horticultor retirado, fue tesorero de la Iglesia presbiteriana de la ciudad durante 22 años, además de miembro de la Orden de Orange y de la Asociación Unionista de Omagh.                                               |
| Lorraine Wilson         | 15 años  | Voluntaria en la tienda de Oxfam, murió junto con su amiga Samantha McFarland cuando ambas fueron evacuadas en dirección equivocada. |